# Rhinella pombali
Rhinella pombali es una especie de anfibio de la familia Bufonidae.
Es endémica de Brasil.
Su hábitat natural incluye bosques secos tropicales o subtropicales, montanos secos, ríos y marismas intermitentes de agua dulce.